# Hatakeyama Yoshinari
Hatakeyama Yoshinari est un nom japonais traditionnel ; le nom de famille (ou le nom d'école), Hatakeyama, précède donc le prénom (ou le nom d'artiste).
Hatakeyama Yoshinari (畠山 義就, 1437 ?-21 janvier 1491) est un samouraï et seigneur féodal (daimyo) japonais de l'époque  Muromachi (début du XVe siècle), surtout connu pour sa rivalité avec Hatakeyama Masanaga relativement au poste de kanrei, c'est-à-dire député shogunal.
Cette rivalité trouve son origine dans un conflit de plus grande ampleur entre Hosokawa Katsumoto et Yamana Sōzen qui débouche finalement sur la guerre d'Ōnin. Masanaga et Yoshinari restent pour l'essentiel dans une impasse pendant une grande partie de cette période car Yamana et Hosokawa Katsumoto ont averti que le premier à s'engager dans la bataille au sein de la capitale serait déclaré rebelle. Devenir un « rebelle » signifiait perdre alliances et honneur.

## Source de la traduction
- (en) Cet article est partiellement ou en totalité issu de l’article de Wikipédia en anglais intitulé « Hatakeyama Yoshinari » (voir la liste des auteurs).